# Congregación hebrea del este de Melbourne
La Congregación hebrea del este de Melbourne (en inglés: East Melbourne Hebrew Congregation) es una congregación judía de importancia histórica en el este de Melbourne, en el estado de Victoria, en Australia. La sinagoga, consagrada en 1877, es la más antigua de Melbourne.
La congregación se formó en el año 1857, bajo la dirección del Reverendo Moisés Rintel después de dejar a la Congregación hebrea de Melbourne. Se llamó Sinagoga Melbourne Mikveh Israel, que fue creada con un concesión de tierras del gobierno en 1859.